# 162 î.Hr.

## Nașteri
- dată necunoscută: Tiberius Gracchus  (d. 133 î.Hr.)